# Herb gminy Rościszewo
Herb gminy Rościszewo – symbol gminy Rościszewo, autorstwa Jana Bolesława Nycka, ustanowiony 9 marca 1998.

## Wygląd i symbolika
Herb przedstawia na tarczy dzielonej w pas w polu górnym czerwonym srebrnego barana z trzema plamami krwi na lewym boku, stojącego na zielonej murawie, natomiast w polu dolnym błękitnym złotą podkowę barkiem w dół, a w jej środku złoty krzyż kawalerski. Jest to połączenie herbów szlacheckich: Junosza i Jastrzębiec.